# تانيا رينكون
تانيا رينكون (بالإسبانية: Tania Vanessa Rincón)‏ هي عارضة مكسيكية، ولدت في 15 ديسمبر 1986 في La Piedad ‏ في المكسيك.

## وصلات خارجية
- تانيا رينكون على موقع IMDb (الإنجليزية)